# کنستانس بینی
کنستانس بینی (انگلیسی: Constance Binney؛ ۲۸ ژوئن ۱۸۹۶ – ۱۵ نوامبر ۱۹۸۹) یک هنرپیشه اهل ایالات متحده آمریکا بود.

## نگارخانه

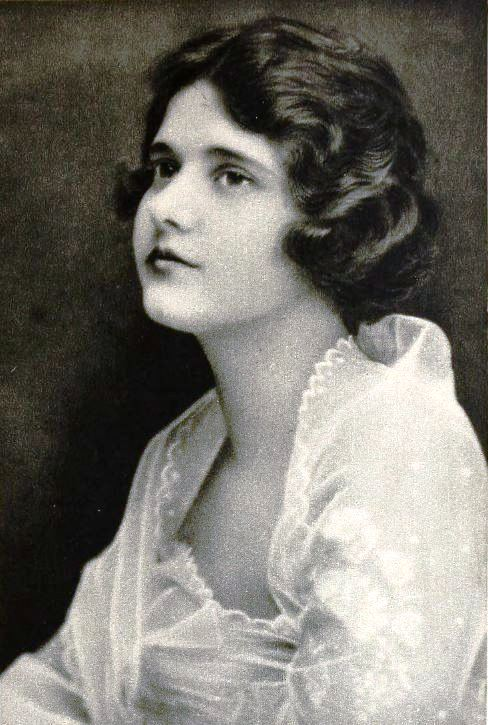
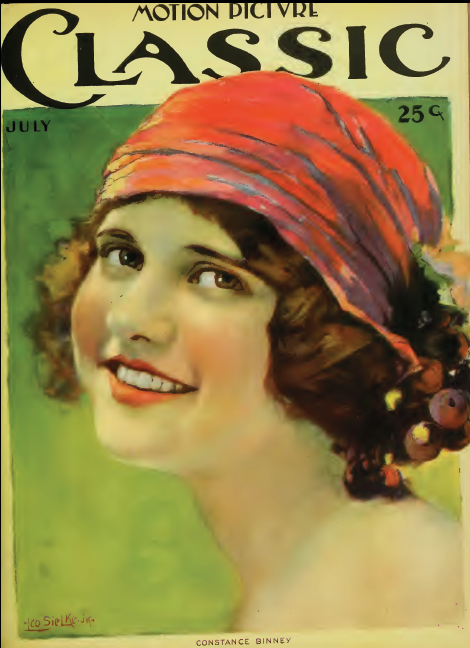
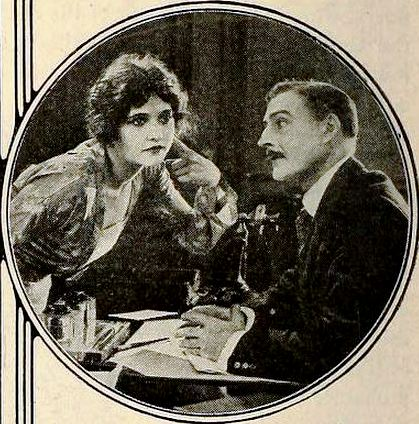

## فیلم‌شناسی
- اولین عشق (۱۹۲۱)
- نیمه‌شب (۱۹۲۲)